# Vagn Lundbye
Vagn Lundbye född 22 november 1933 i Vanløse, död 20 augusti 2016, var en dansk författare. 
Vagn Lundbye växte upp i Århus. Han har arbetat som officer och som lärare, hans litterära debut kom i tidskriften Vindrosen med novellen "En af disse" 1964. Hans första utgivna bok var romanen "Signalement", som utkom 1966.